# Barbourofelidae
Barbourofelidés
Famille
Les Barbourofelidae, Barbourofélidés ou encore Babourofélins, sont une famille fossile de mammifères carnivores du sous-ordre des féliformes et qui serait apparentée aux Félidés,. Ils vivaient en Afrique, en Eurasie et en Amérique du Nord au Miocène.

## Historique

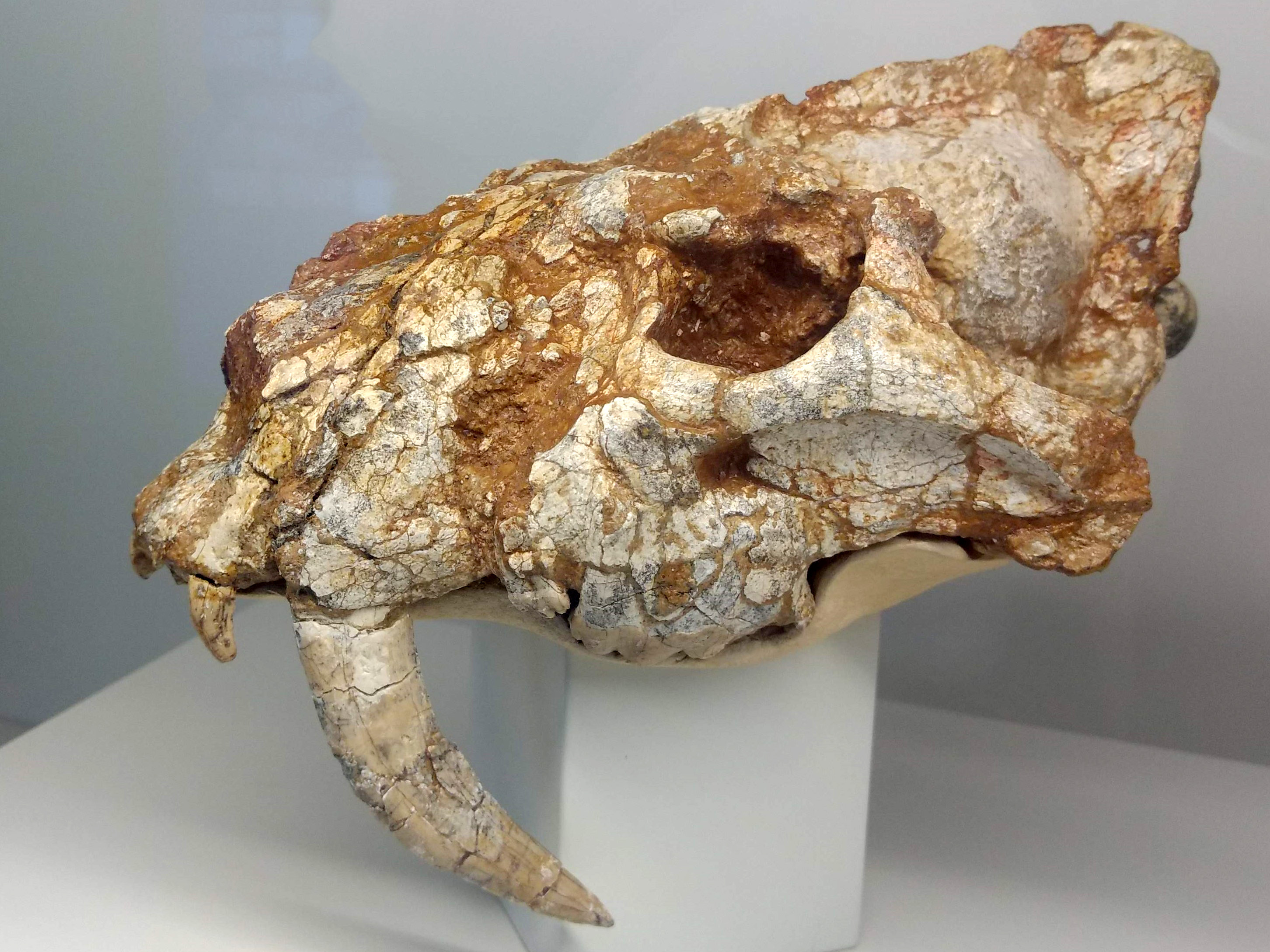
Crâne fossile d'Albanosmilus jordani

Le genre type, Barbourofelis, a été décrit par le paléontologue américain Charles Bertrand Schultz (1908-1995) et son équipe en 1970 et attribué à une nouvelle tribu, dénommée Barbourofelini, à l'époque au sein des Felidae et de la sous-famille des Machairodontinae. En 1978, la tribu a été réaffectée aux Nimravidae par Tedford, puis a été élevée en 1991 au rang de sous-famille de ces derniers par Bryant,. Cependant, un certain nombre d'études au début des années 2000 ont identifié une affinité plus étroite des Barbourofelinae avec les Felidae qu'avec les Nimravidae et ils ont été promus en tant que famille distincte par Morlo et al. en 2004.

## Classification
Les Barbourofélidés sont aujourd'hui généralement considérés comme le groupe frère des Félidés. Cela a toutefois été contesté à la suite de la description du genre datant du Miocène moyen du nord de la Chine, Oriensmilus, qui a fourni des éléments, principalement basés sur la morphologie basicrânienne, que les Barbourofélidés sont peut-être plus étroitement liés aux Nimravidés qu'aux Félidés.

## Histoire évolutive
Les Barbourofélidés apparaissent pour la première fois dans les archives fossiles du Miocène inférieur d'Afrique. Au cours du Miocène inférieur, un pont terrestre s'est formé entre l'Afrique et l'Eurasie, permettant un échange faunique entre les deux continents. Les Barbourofélidés ont migré au moins trois fois d'Afrique vers l'Europe. Alors que le genre Sansanosmilus a par exemple évolué en Europe, les Barbourofelidés ont également migré à travers l'Eurasie et ont atteint l'Amérique du Nord à la fin du Miocène, représentés là seulement par le genre Barbourofelis.

## Liste des genres
Selon BioLib (27 mars 2020) :
- † Albanosmilus Kretzoi, 1929
- † Barbourofelis Schultz, Schultz & Martin, 1970
- † Prosansanosmilus Heizmann, Ginsburg, C. Bulot, 1980
- † Sansanosmilus Kretzoi, 1929
- † Vampyrictis Kurten, 1976
- † Afrosmilus
- † Ginsburgsmilus
- † Syrtosmilus